# Нове Акташево
Нове Акта́шево (рос. Новое Акташево, чув. Çĕнĕ Тутайкасси) — присілок у складі Цівільського району Чувашії, Росія. Входить до складу Конарського сільського поселення.
Населення — 64 особи (2010; 78 у 2002).
Національний склад:
- чуваші — 96 %